# Jazz Tour
Jazz Tour fu l'ottava tournée del gruppo rock britannico Queen, svoltasi nel 1978 e legata alla promozione del loro settimo album, Jazz. Successivo al News of the World Tour, questo tour precedette il Live Killers Tour, che si tenne nel 1979.

## Date
| Data             | Città       | Stato       | Luogo |
| ---------------- | ----------- | ----------- | ----- |
| 28 ottobre 1978  | Dallas      | Stati Uniti |       |
| 31 ottobre 1978  | New Orleans | Stati Uniti |       |
| 3 novembre 1978  | Miami       | Stati Uniti |       |
| 4 novembre 1978  | Lakeland    | Stati Uniti |       |
| 6 novembre 1978  | Washington  | Stati Uniti |       |
| 7 novembre 1978  | New Haven   | Stati Uniti |       |
| 9 novembre 1978  | Detroit     | Stati Uniti |       |
| 10 novembre 1978 | Detroit     | Stati Uniti |       |
| 11 novembre 1978 | Kalamazoo   | Stati Uniti |       |
| 13 novembre 1978 | Boston      | Stati Uniti |       |
| 14 novembre 1978 | Providence  | Stati Uniti |       |
| 16 novembre 1978 | New York    | Stati Uniti |       |
| 17 novembre 1978 | New York    | Stati Uniti |       |
| 19 novembre 1978 | Uniondale   | Stati Uniti |       |
| 20 novembre 1978 | Filadelfia  | Stati Uniti |       |
| 22 novembre 1978 | Nashville   | Stati Uniti |       |
| 23 novembre 1978 | Saint Louis | Stati Uniti |       |
| 25 novembre 1978 | Richfield   | Stati Uniti |       |
| 28 novembre 1978 | Buffalo     | Stati Uniti |       |
| 30 novembre 1978 | Ottawa      | Canada      |       |
| 1 dicembre 1978  | Montreal    | Canada      |       |
| 3 dicembre 1978  | Toronto     | Canada      |       |
| 4 dicembre 1978  | Toronto     | Canada      |       |
| 6 dicembre 1978  | Madison     | Stati Uniti |       |
| 7 dicembre 1978  | Chicago     | Stati Uniti |       |
| 8 dicembre 1978  | Kansas      | Stati Uniti |       |
| 12 dicembre 1978 | Seattle     | Stati Uniti |       |
| 13 dicembre 1978 | Portland    | Stati Uniti |       |
| 14 dicembre 1978 | Vancouver   | Canada      |       |
| 16 dicembre 1978 | Oakland     | Stati Uniti |       |
| 18 dicembre 1978 | Inglewood   | Stati Uniti |       |
| 19 dicembre 1978 | Inglewood   | Stati Uniti |       |
| 20 dicembre 1978 | Inglewood   | Stati Uniti |       |

## Scaletta principale
1. We Will Rock You (fast)
2. Let Me Entertain You
3. Somebody To Love
4. If You Can't Beat Them
5. Death On Two Legs
6. Killer Queen
7. Bicycle Race
8. I'm In Love With My Car
9. Get Down Make Love
10. You're My Best Friend
11. Now I'm Here
12. Spread Your Wings
13. Dreamer's Ball
14. Love Of My Life
15. '39
16. It's Late
17. Brighton Rock
18. Fat Bottomed Girls
19. Keep Yourself Alive
20. Bohemian Rhapsody
21. Tie Your Mother Down
22. Sheer Heart Attack
23. We Will Rock You
24. We Are The Champions
25. God Save The Queen